# الن فوگل
الن فوگل (هلندی: Ellen Vogel؛ ۲۶ ژانویهٔ ۱۹۲۲ – ۵ اوت ۲۰۱۵) یک بازیگر سینما اهل هلند بود. وی بین سال‌های ۱۹۴۵ تا ۲۰۱۳ میلادی فعالیت می‌کرد.
از فیلم‌ها یا برنامه‌های تلویزیونی که وی در آن نقش داشته است می‌توان به کارد اشاره کرد.